# Tokinosumika-Glocke
Die Tokinosumika-Glocke (jap. 時之栖のベル, Tokinosumika no beru) bzw. eigentlich Ai no Kane (愛の鐘, „Glocke der Liebe“) genannt, wurde von dem japanischen Unternehmer Kiyozaku Shoji in Auftrag gegeben. Dieser betreibt in Gotemba (Japan) einen Ferienort mit einem großen Park. Sie wurde im Jahre 2006 von der Glockengießerei Eijsbouts in Asten (Niederlande) gegossen und ist die größte Glocke Japans sowie die größte schwingend (am gekröpften Joch) läutbare Glocke der Welt.
Unter der achtarmigen Krone ist ein Fries mit Sonne, Mond, Planeten und Sternen angebracht. Die Inschrift darunter lautet: „Vivos voco, mortuos plango, fulgura frango, Eijsbouts Astensis me fecit anno 2006“ (Die Lebenden rufe ich, die Toten betrauer ich, die Blitze breche ich. Eijsbouts aus Asten machte mich im Jahr 2006). An der Seite ist die Silhouette eines Vogels angebracht, das Logo des Ferienortes Tokinosumika. Die Namen geben den Ort, die Präfektur und den Ferienort an.
Die Glocke wiegt 36.250 kg, hat einen Durchmesser von 3,82 m und ist 3,72 m hoch. Der Nominal/Schlagton ist Gis.